# レプライザル (空母)

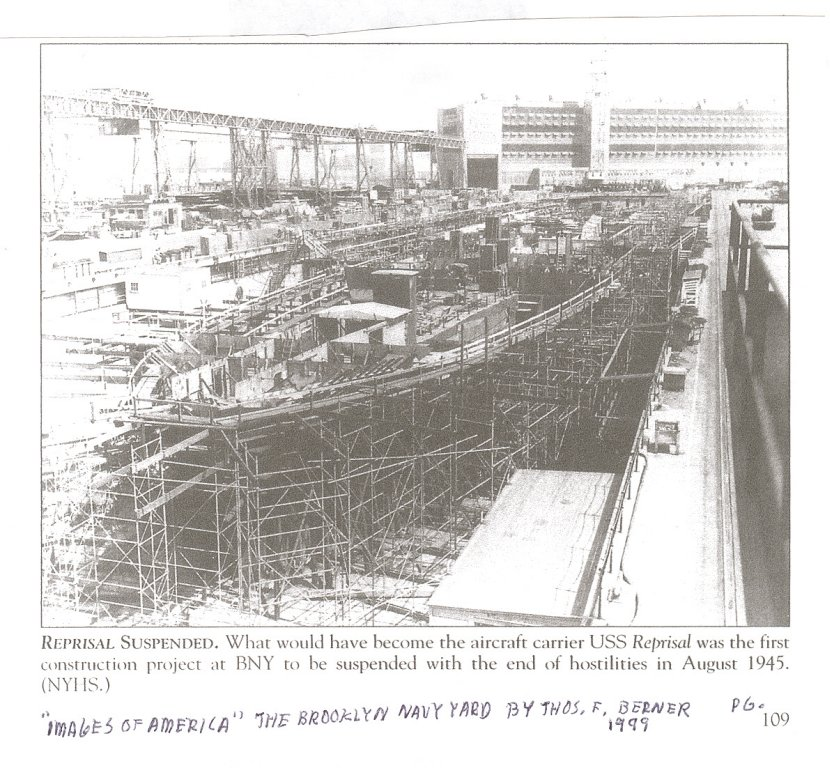
建造中のレプライザル

レプライザル (USS Reprisal, CV-35) は、アメリカ海軍のエセックス級航空母艦。未成航空母艦。「Reprizal（報復）」の名を持つ艦としては、アメリカ独立戦争で大陸軍が使用した帆船に続いて2隻目。

## 艦歴
レプライザルはニューヨークのニューヨーク海軍造船所で1944年7月1日に起工したが、1945年8月12日、およそ50%の状態で建造が取りやめられた。
1946年、レプライザルの船体は式典もなく進水し、チェサピーク湾において様々な実験で使用された。1948年4月1日には爆破試験が行われた。1949年1月に攻撃空母として完成させるための検査が行われたが、計画は中止された。レプライザルは1949年8月2日にメリーランド州ボルティモアのボストン・メタル株式会社に売却され、1949年11月に解体された。

## 登場作品
『犯罪捜査官ネイビーファイル』
レプライザルが1997年時点で就役中であるという設定で登場。レプライザルの登場場面では、フォレスタル級航空母艦「フォレスタル」が撮影に使用された。